# Языково (Сармановский район)
Языково (тат. Язикәү) — деревня в Сармановском районе Республики Татарстан. Входит в Лякинское сельское поселение.
Расположена на реке Иганя, в 16 км к северу от села Сарманово.

## История
Известна с 1680 года как деревня Красная Дуброва. В дореволюционных источниках упоминается также как Михайловка, Дубровка, Стадухино. До реформы 1861 года жители относились к категории помещичьих крестьян. Занимались земледелием, разведением скота, калачным промыслом и извозом. В начале XX века в деревне Языково располагалось волостное правление, функционировали Михаило-Архангельская церковь (построена в 1881), земская школа, водяная мельница, кузница, хлебозапасный магазин, 1 винная и 4 бакалейные лавки, лавка Стахеева, пивная, базар по понедельникам. В этот период земельный надел сельской общины составлял 1525 десятин.
До 1920 года деревня являлась центром Языковской волости Мензелинского уезда Уфимской губернии. С 1920 года в составе Мензелинского, с 1921 года — Челнинского кантонов Татарской АССР. С 10 августа 1930 года в Сармановском районе.

## Население
| 1870 | 1897 | 1906 | 1920 | 1926 | 1949 | 1958 | 1970 | 1979 | 1989 | 2002 |
| ---- | ---- | ---- | ---- | ---- | ---- | ---- | ---- | ---- | ---- | ---- |
| 1022 | 928  | 1116 | 946  | 751  | 346  | 221  | 89   | 27   | 7    | 2    |